# Bund (Metall)

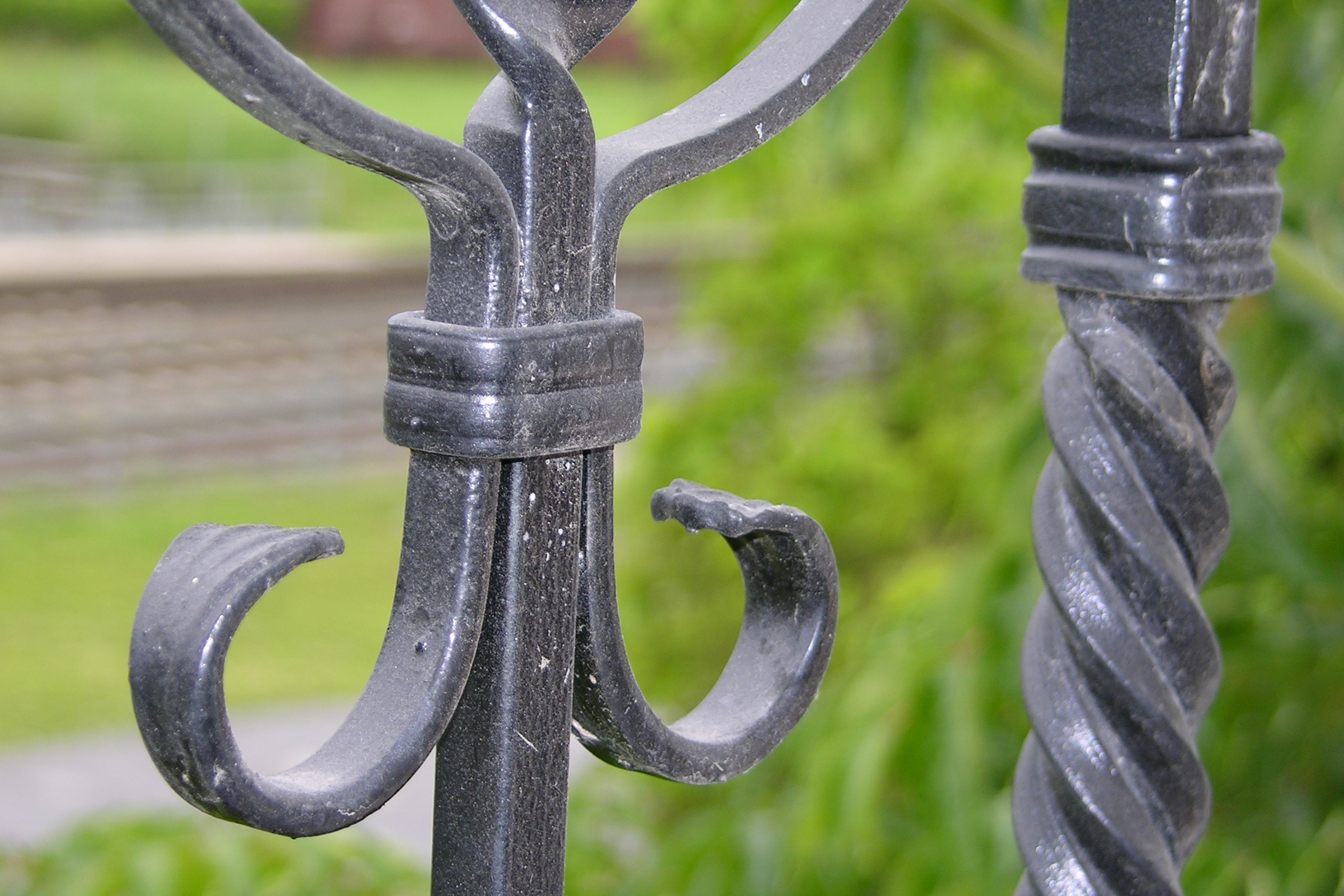
Metallbund (Beispiel)

Als Bund, in der Mehrzahl Bunde, bezeichnet man ein häufig geschmücktes, (profiliertes) Metallband (meist Flachmaterial) zum festen Verbinden von Metallstäben.
Der Bund wird dabei glühend um die möglichst dicht aufeinander liegenden (gebündelten) Stäbe, Stangen oder Rohre gebogen, um diese fest durch den engen Zusammenschluss langfristig korrosionsfrei zu verbinden.
Durch das warme Verbinden schrumpft das umschlingende Metallband – der Bund – beim Erkalten. Bei dem Prozess werden die Stäbe dabei zusammengepresst.
Dieses Verfahren wurde spätestens im frühen Mittelalter zur Romanik durch Schmiede erfunden, um bei der Herstellung von Gittern das aufwendige Feuerschweißen oder Lochungen einzusparen und zugleich einen dekorativen Akzent zu setzen.
Früher wurde der Bund durch Überlappen und Verschweißen der Enden oder formschlüssige Enden (zum Beispiel:Schwalbenschwanzverbindung) recht fest ausgeführt. Auch die einzelnen Blätter einer Blattfeder werden durch einen Bund (Federbund oder Federklemme) zusammengehalten.
Bei den heute meist maschinell vorgefertigten dekorativen Arbeiten wie z. B. Gitter, wird der „Bund“ hauptsächlich als weniger feste Verbindung verwendet und „kalt“ zusammengebogen. Kunstschmiede setzen dagegen die Technik für individuell gefertigte Arbeiten auch heute zum festen Verbinden von Halbzeugen ein, z. B. in Wickeltechnik.
Vollflächig aufgeschweißte Bunde werden z. B. industriell benutzt, um auf Wellen oder anderen Bauteilen scharfkantige Verdickungen herzustellen (siehe Wellenbund).
Auch Schraubenköpfe wurden manchmal als Bund um den Schraubenschaft ausgeführt, wenn der Querschnittsunterschied oder die Gesamtlänge ein Anstauchen des Kopfes problematisch machte, eine Technik, welche heute praktisch nicht mehr zur Anwendung kommt.